# Oroplexia hampsoni
Oroplexia hampsoni är en fjärilsart som beskrevs av John Henry Leech 1900. Oroplexia hampsoni ingår i släktet Oroplexia och familjen nattflyn. Inga underarter finns listade i Catalogue of Life.